# ياهو إكسترا
ياهو إكسترا (بالإنجليزية: Yahoo!Xtra)‏ هو مشروع مشترك لوسائل الاعلام من شركة ياهو!.

## وصلات خارجية
- الموقع الرسمي